# Kacem Bennaceur
Kacem Bennaceur (12 de Julho de 1977) é um árbitro de futebol tunisino.
É árbitro internacional pela FIFA desde 2004.

## Partidas internacionais
Foi já seleccionado para arbitrar jogos em competições internacionais:
(nomeações internacionais mais recentes)
- Copa das Nações Africanas de 2008